# Эрготелис (футбольный клуб)
«Эрготелис» (греч. ΠΑΕ Γυμναστικός Σύλλογος Εργοτέλης) — греческий футбольный клуб представляющий в чемпионате своей страны столицу Крита, город Ираклион. Клуб был основан в 1929 году, домашние матчи команда проводит на стадионе «Панкритио», вмещающем 26 240 зрителей. Своё название клуб получил в честь античного участника олимпийских игр — «Эрготелиса из Гимеры». Принципиальным соперником команды является другой клуб из Ираклиона — ОФИ.

## Известные футболисты
- Марио Хиблингер
- Алтин Хачи
- Зиги Бадибанга
- Георгий Марков
- Георгий Шашиашвили
- Хавьер де Педро
- Нана Фалеми
- Марис Верпаковскис
- Дейвидас Чеснаускис
- Перица Огненович
- Суад Филекович
- Клинт Мэтис
- Олег Ящук
- Андрей Богданов
- Айоделе Аделейе